# 常楽寺 (稲城市)
常楽寺（じょうらくじ）は、東京都稲城市にある天台宗の寺院。

## 歴史
天平年間（729年 - 749年）、行基によって開山された。その後、1558年（永禄元年）に良順によって中興された。
当寺の本尊である阿弥陀如来と観音・勢至両菩薩は、平安時代後期の作といわれている。作者に関する記録は残されていない。現在、東京都の文化財に指定されている。
もう一つの東京都指定文化財である「木造閻魔王坐像」は、1699年（元禄12年）時点での当寺住職生山運海が自ら制作したものという。

## 文化財
- 木造閻魔王坐像（東京都指定有形文化財 昭和36年1月31日指定）[3]
- 木造阿弥陀如来及び両脇侍像（東京都指定有形文化財 昭和36年1月31日指定）[4]

## 交通アクセス
- 稲城駅より徒歩4分。